# Super Grotesk
Die Schriftenfamilie Super Grotesk wurde von dem deutschen Schriftgestalter Arno Drescher entworfen und zwischen 1930 und 1938 erstmals gegossen. Die Schrift gilt neben der Maxima als die am häufigsten verwendete Schrift in der DDR.

## Entstehung und Verwendung
Arno Drescher entwarf die Schrift in den 1930er Jahren als serifenlose Grotesk in verschiedenen Schnitten für die Schriftguß AG in Dresden. Die Schriftguß AG wurde 1951 mit der Firma Polygraph VEB (vormals Schelter & Giesecke, Leipzig) zur VEB Typoart zusammengelegt. In ihrer Gestaltung ist die Schriftfamilie durch die Futura beeinflusst, wahrscheinlich auch weil Arno Drescher und Paul Renner eng befreundet waren.
Die Super Grotesk galt in der DDR als „zeitgemäße und unbelastete Grotesk“, da die Schrift zu Zeiten des Dritten Reiches nicht verwendet worden war. Zahlreiche Druckerzeugnisse, Publikationen, Schilder, Werbungen, Verlage und Tageszeitungen in der DDR wurden in der Super Grotesk gesetzt, ab 1987 in der Fotosatz-Ausführung von Karl-Heinz Lange. Die Super Grotesk gilt als meistbenutzte Schrift der DDR.
Der Berliner Schriftgestalter Svend Smital erweiterte 1999 die Schriftfamilie um mehrere Schnitte und nahm Überarbeitungen vor; diese Versionen werden von FontFont unter der Bezeichnung FF Super Grotesk vertrieben. Etwa zur gleichen Zeit wurde auch vom Hamburger Schriftgestalter Nicolai Gogoll eine Version für Bitstream entwickelt und als Drescher Grotesk BT vertrieben.

## Klassifikation der Schrift
- Nach DIN 16518 kategorisiert man die Super-Grotesk in der Gruppe VI – Serifenlose Linear-Antiqua.
- In der Klassifikation nach Formprinzip wird sie als geometrische Grotesk eingeordnet.